# Leandro Bacuna
Leandro Jones Johan Bacuna (Groninga, Países Bajos, 21 de agosto de 1991) es un futbolista curazoleño. Juega como centrocampista en el Bandırmaspor de la TFF Primera División y en la selección de Curazao.

## Trayectoria

### FC Groningen
El 30 de octubre de 2009 Bacuna debutó con el primer equipo del FC Groningen en la Eredivisie neerlandesa, en el partido contra el PSV Eindhoven. Leandro Bacuna anotó su primer gol en el primer equipo en un partido de Liga ante el Heracles Almelo. El Groningen ganó el partido 4-1.

### Aston Villa
Se anunció el 13 de junio de 2013 que Leandro Bacuna había firmado un contrato de tres años en la Premier League inglesa con el Aston Villa. El 27 de julio de 2013 Bacuna marcó su primer gol con el Villa en un partido amistoso contra el Crewe Alexandra, un potente disparo desde 25 yardas, el partido terminó 5-1 a favor del Aston Villa. Marcó su primer gol en la Premier League para el Aston Villa el 28 de septiembre en casa ante el Manchester City, un tiro libre imparable en el minuto 73.

## Selección nacional
Leandro Bacuna representó en 5 ocasiones la selección de fútbol de las Antillas Neerlandesas en el nivel sub-20 siendo llamado para el Campeonato Sub-20 de la Concacaf de 2009 donde marcó 3 goles con el combinado caribeño.
Bacuna también fue convocado en los años 2009-2010 a la selección de fútbol sub-19 de los Países Bajos, obteniendo 10 apariciones y marcando un gol.
El 22 de marzo de 2016, Leandro Bacuna recibe su primera convocatoria para la selección absoluta de Curazao, dirigida en ese entonces por Patrick Kluivert para disputar las eliminatorias a la Copa de Oro de la Concacaf 2017.

## Clubes
| Club               | País         | Año       | Part | Goles |
| ------------------ | ------------ | --------- | ---- | ----- |
| F. C. Groningen    | Países Bajos | 2009-2013 | 126  | 17    |
| Aston Villa F. C.  | Inglaterra   | 2013-2017 | 128  | 8     |
| Reading F. C.      | Inglaterra   | 2017-2019 | 66   | 5     |
| Cardiff City F. C. | Gales        | 2019-2022 | 115  | 4     |
| Watford F. C.      | Inglaterra   | 2022-2023 | 15   | 0     |
| F. C. Groningen    | Países Bajos | 2023-2025 | 71   | 6     |
| Bandırmaspor       | Turquía      | 2025-     |      |       |